# 收敛流动
收敛流动，指聚合物熔体从较大截面流道进入较小截面流道时，由于流道截面的突然减小和熔体的黏弹性，使得流体流线不平行而形成锥状边界的流动。
当在具有恒定截面积形状的管道中流动时，在流动方向上，流线都是平行的；但当沿流动方向在截面积尺寸变小的管道中流动时，熔体中各部分流线就不能再保持平行关系。
例如，在层流条件下，当聚合物熔体从一大直径圆管流入一小直径圆管时，多数成型加工设备都采用具有一定锥度的管道来实现过渡。

## 特点
- 收敛流动时，液体各部分流线不能保持相互平行的关系。
- 为保持一定的流速，流动液体的速度分布发生很大变化，从而使流动液体产生很大的扰动和压力降。

## 危害及优点
- 危害：加工设备的功率消耗增大，并影响制品的质量。解决方法是采用具有一定锥度的管道来实现大尺寸管道到小尺寸管道的过渡，常用的是采用圆锥形收敛管道。
- 优点：能够避免任何死角的存在，减少聚合物因过久的停留而引起的分解，同时降低流动过程中因强烈扰动带来的总压力降，提高设备生产能力。

## 拉伸流动
粘弹性聚合物熔体从任何形式的管道中流出且受外力拉伸时能产生收敛流动，此时熔体被拉长变细，称之为拉伸流动。
拉伸流动是聚合物液体因拉应力而产生的非抑制性拉伸作用；而收敛流动是管道变小对聚合物液体的抑制性拉伸作用。

## 收敛角
对于大多数聚合物，锥形管道的收敛角不应过大，否则拉伸应变的增加会导致大量弹性能的贮存，可能引起制品变形和扭曲，甚至导致熔体破裂现象的出现，所以通常都使收敛角＜10° 。